# Gelitin
 (juillet 2010).
Si vous disposez d'ouvrages ou d'articles de référence ou si vous connaissez des sites web de qualité traitant du thème abordé ici, merci de compléter l'article en donnant les références utiles à sa vérifiabilité et en les liant à la section « Notes et références ».

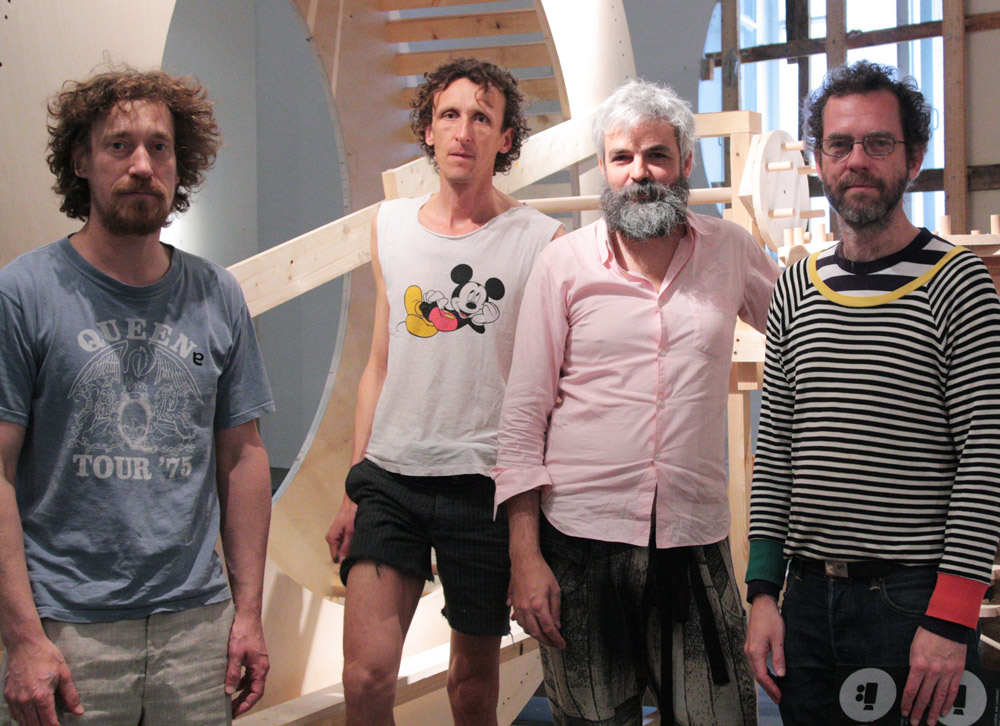
Gelitin en 2014. De gauche à droite : Wolfgang Gantner, Florian Reither, Ali Janka et Tobias Urban

Gelitin est un collectif d'artistes autrichiens vivant et travaillant à Vienne et New York, constitué de Wolfgang Gantner (né en 1970), Ali Janka (né en 1970), Florian Reichter (né en 1970) et Tobias Urban (né en 1966). Le collectif s'appelait initialement Gelatin, nom que l'on retrouve dans les titres d'œuvres actuelles.

## Biographie
Gelitin est un groupe de quatre artistes : Wolfgang Gantner, Ali Janka, Florian Reither et Tobias Urban. Ils se sont rencontrés pour la première fois en 1978 et n'ont cessé de travailler ensemble.
Ils vivent et travaillent à Vienne, en Autriche.

## L’œuvre
Les installations et les performances de Gelitin impliquent souvent la participation du spectateur avec l’objectif de libérer les émotions et les désirs écartés par la société.
Cependant, contrairement aux actionnistes viennois qui utilisaient la douleur comme moyen de libération, Gelitin se réjouit des plaisirs sensuels du corps, en toute dérision.
Leurs performances sont drôles, chaotiques, truffées de références sexuelles et érotiques. Les artistes racontent des histoires, proposent des théories absurdes, se mettent en scène dans des situations coquines qu’ils improvisent devant le spectateur. Leurs œuvres sont infiltrées d’un humour qui provoque l’éclat de rire, et permet ainsi l’ouverture du corps et de l’esprit en toute légèreté.

## Expositions

### Principales expositions personnelles
2009
- Palais Keiner Mayer, Galerie Meyer Kainer, Wien
- Gelatin on Boring Island, organized by Mossutställningar, Stockholm Skärgård islands
- The PIG presents 8 Solos Shows..., Deitch Projects, New York
- Klunk Garden, Tomio, Koyama Gallery, Tokyo

2008
- The PIG presents 7 Solos Shows..., Galerie Emmanuel Perrotin, Miami
- Yes OK Ex (Performance), Grizedale Arts and A Foundation, Rochelle School, London
- La Louvre Paris, Musée d'Art moderne de la Ville de Paris, Paris, Paris

2007
- Hamsterwheel, Centre d’Art Santa Mónica, Barcelone, Espagne
- Elfengesang, Sommerakademie, Centre Paul Klee, Berne, Suisse
- Hamsterwheel, Printemps de Septembre, Toulouse, France
- Hamsterwheel, Biennale de Venise, Venise, Italie
- The Dig Cunt, performance at Coney Island, New York, USA
- Das Kackabet, Nicola Ven Senger, Zurich, Switzerland
- Bunter Abend (Golden Gate), Performance, Deitch Projects, New York

2006
- Qu'ils mangent de la brioche !, Galerie Emmanuel Perrotin, Paris, France
- Chinese Synthese Leberkäse, Kunshaus, Bregenz, Germany
- Strozzi Pappalozzi, Galleria Massimo de Carlo, Milano, Italy

2005
- Performance, Biennale, New York, USA
- Tantamounter 24/7, Leo Koening Inc., New York, USA
- Sweatwat, Gagosian Gallery, London, UK
- Hase, Artesina, Italy
- Les innocents aux pieds sales, Galerie Emmanuel Perrotin, Paris, France
- Nasser Klumpatsch, Institute of Contemporary Art, Sofia, Bulgaria

2004
- Otto volante, Galleria Massimo De Carlo, Milano, Italy
- Gelatin, Institute of Contemporary Art, Sofia, Bulgari

2003
- Manege Frei! as Known as Gelatin at the Shore of Lake Pipi Kaka (lecture), Frieze Art Fair, London, UK
- Osmose II, Krefelder Kunstmuseen, Krefeld, Germany
- Gelatin Institut, Leo Koenig Inc., New York, USA
- Arc de triomphe, Rupertinum, Salzburg, Austria
- Im arsch des elefanten steckt ein diamant, Schirn Kunsthalle, Francoforte sul Meno, Germany

2002
- Das chinesische Telefon, Biennale di Shanghai, Shanghai, VRC
- Le cadeau, Galerie Emmanuel Perrotin, Paris, France
- Die Schlotze, Pallaseum, Berliner Festwochen, Berlin, Germany
- Opening, Palais de Tokio, Paris, France
- Wald und Explosionen, Helmhaus, Zurich, Switzerland

2001
- Stefan, Parking lot, Walkerstreet (Tribeca), Art in General, New York, USA
- Gelatin is Getting It All Wrong Again, Leo Koenig Inc, New York, USA. Catalogue
- Schlund, Marstall, Munich, Germany

2000
- Die neue Künstlergeneration, Kunsthalle Krems, Krems, Austira
- World Trade Center, World Trade Center, New York, USA

1999
- Operation Lila, curated by Martin Fritz, Cosima Rainer, Ospedale di Merano, Merano, Italy
- Ique Quapo!, curated by Uli Aigner, La Panaderia, Mexico City, Mexico
- The Gelatin Ship Paprika, Bishopsgate Goodsyard, London, UK

1998
- Percutaneos Delight (sexy summer evenings), P.S.1 Contemporary Art Center, New York, USA
- Suck and Blow, Spencer Brownstone Gallery, New York, USA
- Vidi Wall, Kultuhafen Donaukanal, Vienna, Austria

1997
- Take the Elevator to 3rd Floor, Safe, New York, USA

1996
- Pronoia in Exnerland , Kunsthalle Exnergasse, Vienna, Austria. Catalogue
- Real Sex, Retsroom Suedrast Highway A2, Higway A2, Austria
- Low Pressure, Center for Contemporary Art, St. Moritz, Switzerland
- Overdub, Kunsthaus Glarus, Glarus, Switzerland. Catalogue
- Overdub (Sea of Madness) , Seasid Resort Maria Loretto, Carinthia, A. Catalogue, Forum Stadtpark, Granz, Austria, Catalogue, Koposzigat-Duna, Budapest, Hungary. Catalogue

1995
- Fake Sex, Restroom, Raststation Mondsee Highway A1, Highway A1, Austria
- Journey to Rome (Reise nach Rom), Stadtsaal, Krems, Austria

### Principales expositions collectives
2010
- all together now, Tim Van Laere Gallery, Antwerp
- Blind Sculpture, Greene Naftali Gallery, New York
- Neugierig? Kunst des 21. Jahrhunderts aus privaten Sammlungen, Bundeskunsthalle, Bonn
- Cousas que só un artista pode facer, MARCO, Vigo

2009
- All or the just, i 120 minuti di Torino, Teatro Regio, Torino
- Precarious Form I, Galerie Meyer Kainer, Wien
- Nightmare Full of Things Unspeakable", concept V, New York
- Public, Galleria Massimo de Carlo, Milano
- Mapping the Studio, Palazzo Grassi, Venezia

2008
- Egger Grubisic Quehenberger, Kunstraum-Innsbruck, Innsbruck
- Normally, Proceeding and Unrestricted With Without Title, Psycho Buildings, Hayward Gallery, London

2007
- Hamsterwheel, Venice Biennale, Venice

2006
- MOZART. The Enlightenment: An Experiment, The Albertina Museum, Vienna, Austria

2008
- Painting Now and Forever: Part II, Matthew Marks Gallery and Greene Naftali Gallery, New York
- Pretty Ugly, Gavin Brown's Enterprise & Maccarone, New York
- Normally, Proceeding and Unrestricted With Without Title, Psycho Buildings, Hayward Gallery, London

2005
- Les Grands Spectacles, Museum der Moderne, Salzburg, Austria
- Dionysiac, Centre Pompidou, Paris, France
- Dialectics of Hope, curated by Joseph Backstein, Daniel Birnbaum, Iara Boubnova, Nicolas Bourriaud, Rosa Martinez, Hans Ulrich Obrist, 1 Moscow Biennale of Contemporary Art, Lenin Museum e altre sedi, Moscow, Russia. Catalogue
- Trans:it. Moving Culture through Europe, curated by Bartolomeo Pietromarchi, Laboratorio Scientifico della Soprintendenza Speciale per il Polo Museale Veneziano, Venezia, I

2004
- The Yugoslav Biennial of Young Artists, curated by Radmila Joksimovic, Zorana Dojic, Una Popovic, città di Vrsac, Vrsac, Serbia. Catalogue

2003
- Auf Eigene Gefahr, Schirn Kunstalle, Frankfort am Rhein, Germany

2002
- Armpit, Biennale di Liverpool 2002, Liverpool, UK
- True Love IV - Mission to Venus, Kwangju Biennale, Kwangju, Korea

2001
- Die totale Osmose, 49a Esposizione Internazionale d’Arte La Biennale di Venezia - Padiglione Austriaco, Venice, Italy. Catalogue
- Playing Amongst the Ruins, Royal College of Art Galleries, London, UK

2000
- In the Beginning Was Merz - From Kurt Schwitters To The Present Day, Sprengel Museum, Hannover, Germany

1999
- Hugbox, Biennale di Liverpool, Liverpool, UK

1998
- Overpromised, The Swiss Institut, New York, USA
- Junge Szene, Wiener Secession, Vienna, Austria. Catalogue